# Carl-Gunnar Wingård
Carl-Gunnar Wingård (27. februar 1894 – 20. januar 1977) var en svensk skuespiller.